# 博登
博登是德国莱茵兰-普法尔茨州的一个市镇。总面积2.30平方公里，总人口568人，其中男性264人，女性304人（2011年12月31日），人口密度247人/平方公里。